# Сибирская ряпушка
Сибирская ря́пушка (лат. Coregonus sardinella; саурей, обская сельдь; в классификации Берга название уточняется как Coregonus sardinella merki; видимо, чтобы отличить от Coregonus sardinella marisalbi — Беломорская ряпушка) — вид пресноводных рыб из рода сигов.
Размером ряпушка достигает до 35 см (максимум), максимальная масса не более 1 кг. Продолжительность жизни 12—15 лет. Половозрелой становится на 6-м году жизни при массе 200 грамм. Размножается осенью. Обитает в водоемах бассейна Северного Ледовитого океана, от Белого моря до Аляски. Сибирская ряпушка — типичная полупроходная рыба. Выдерживает значительную соленость, для размножения заходит в реку. Несмотря на малую величину, считается основным предметом рыболовного промысла. Употребляется в пищу свежей, солёной и копчёной.